# Ясір Арафат
Ясір Арафа́т (араб. ياسر عرفات), ім'я при народженні Мухаммад Абд ар-Рахман Абд ар-Рауф Арафат аль-Кудва аль-Хусейні (араб. محمد عبد الرحمن عبد الرؤوف عرفات القدوة الحسيني), також відомий під ім'ям Абу Аммар (араб. أبو عمّار; 4 серпня або 24 серпня 1929, Каїр — 11 листопада 2004, Париж) — лідер арабської терористичної партії ФАТХ; один із засновників і з 1969 лідер Організації визволення Палестини (ОВП).
Учасник арабо-ізраїльських війн 1948—1949 і 1956 рр. У 1955 році закінчив інженерний факультет Каїрського університету. Засновник і лідер Палестинського студентського союзу (1952—1956). Очолював найвпливовіше у палестинському русі політичне об'єднання ФАТХ. З 1970 року — головнокомандувач бойового крила терористів ХАМАС, яка офіційно вважається армією Палестини.
Арафат підтримував стратегію поєднання політичної та збройної боротьби проти Ізраїлю, але у 1988 р. офіційно відмовився від тероризму як засобу боротьби за незалежність Палестини.
У 1970-х його боротьба за визволення Палестини зробила його одним з видних політиків світу, але в 1980-х ріст фракцій в ОВП зменшив його вплив.
15 листопада 1988 р. ОВП під керівництвом Арафата проголосила створення Палестинської держави на Землі Ізраїля і сформувала палестинський уряд в еміграції. У березні 1989 вищий орган ОВП, Національна рада Палестини (парламент), обрала Арафата президентом новопроголошеної держави. На початок 1990-х років Арафат став ініціатором палестинського-ізраїльського переговорного процесу. Після підписання у вересні 1993 р. палестинсько-ізраїльської угоди про створення Палестинської автономії він очолив її адміністрацію. У 1999 році був обраний головою Національної ради Палестини. Виступав за проголошення її незалежності.
Лауреат Нобелівської премії миру, яку Арафат, разом з Іцхаком Рабіном і Шимоном Пересом, отримав 1994 року.

## Смерть
Ясір Арафат помер 11 листопада 2004 року у військовому шпиталі під Парижем після короткотривалої невстановленої хвороби. Палестинці неодноразово говорили про можливу причетність до смерті Арафата Ізраїлю, де такі звинувачення раз за разом відкидали.
Офіційне розслідування причин його смерті почалося після того, як влітку 2013 року катарський телеканал Аль-Джазіра оголосив про виявлення в особистих речах Арафата і пробах біологічних рідин радіоактивної речовини полоній-210, після чого провели ексгумацію останків. Аналізи зробили науковці з Інституту радіофізики при медичному центрі в Лозанні, які працювали за дорученням палестинської влади. Згідно з опублікованими восени 2013 року даними, в результаті дослідження, що проводилося протягом року, був виявлений високий рівень вмісту радіоактивних речовин у крові, сечі та слинних залозах Арафата.